# 연구부정행위
연구부정행위(硏究不正行爲, 영어: scientific misconduct)는 연구 진실성과 상반되는 개념으로 사용된다. 즉 부정행위가 있는 연구의 계획, 수행, 발표를 의미한다. 좀 더 포괄적인 의미는 연구자가 연구자로서 지켜야할 과학적, 사회적 책임을 지키지 못한 경우이다.미국에서 연구부정행위 대한 대중의 우려가 표명된 것은 1980년대 초반, 엄청난 연구부정행위 사례가 보고 되고 난 이후이다. 한 연구자가 다른 이들이 이미 출판한 수십 개의 논문을 자신의 이름으로 출판했으며, 다른 연구자들은 여러 가지 방법으로 연구결과는 위조하거나 변조했다. 더욱이 연구기관들은 간혹 문제들을 조사하기 보다는 무시하거나 고의적으로 은폐하려는 것처럼 보였다. 결국 의회가 개입해서 연방기관들과 연구기관들에게 연구부정행위정책을 입안하도록 요구했다.
대한민국의 경우 본격적으로 연구부정행위가 대두된 것은 '황우석 사건' 때문이었다. 이 사건은 계기로 연구부정행위에 대한 법적인 문제나 교육에 대한 문제를 다시한번 생각하게 하는 계기가 되었다.
연구 부정행위는 연구자 개인의 경력은 물론 소속 집단 및 과학계 전체에 큰 신뢰의 위기를 가져온다. 나아가 이는 과학 연구의 근간 자체를 흔들리게 할 수도 있다. 이러한 연구부정행위 중 대표적인 예시로 FFP라고 불리는 날조(Fabrication), 변조(Falsification), 그리고 표절(Plagiarism)이다.국제 의학편집자 협회(World Association of Medical Editors)와 미국 연구진실성관리국(US Office of Research Integrity)의 저작물들을 리뷰하는 피어 리뷰어들과 저널 에디터들이 지적한 대표적 연구부정행위 10가지는 다음과 같다.

## 연구 활동 분류
연구 활동은 윤리적인 측면에서 크게 3가지 형태로 분류할 수 있다.그 중 하나가 좋은 연구 수행(Good Research Practice, GRP) 또는 책임 있는 연구 수행(Responsible Conduct of Research, RCR)이다. 이것은 연구자가 지켜야할 연구의 핵심 가치들, 즉 정직성(정직한 정보 전달과 연구자 윤리강령의 성실 이행), 정확성(연구 결과의 정확한 보고와 데이터의 최소 오차), 효율성(현명하고 낭비 없는 자원 이용), 객관성(명확한 설명과 부당한 편견의 기피) 등을 잘 준수함으로써 연구의 진실성(research integrity)을 확보한 것이다. 다음으로 연구부정행위가 있다. 이는 연구자가 속임수, 자기기만 등으로 인하여 연구자 공동체는 물론 사회에 심각한 해로움을 유발하는 것으로, 흔히 FFP라고 불리는 위조(Fabrication), 변조(Falsification), 표절(Plagiarism)이 대표적으로 여기에 속한다. 마지막으로 의심스런 연구 수행 또는 연구 부적절 행위가 있다. 이는 연구부정행위처럼 심각한 행위는 아니지만 그렇다고 해서 결코 바람직하거나 좋은 연구 수행도 아닌, 결과적으로 책임 있는 연구 수행을 방해하거나 위해하는 행위이다.:

## 개념
연구부정행위는 크게 5가지 경우로 생각해 볼 수 있다. 

### 위조
위조(Fabrication)는 있지도 않은 실험결과나 자료를 만들어 내는 것이다.

### 변조
두 번째는 변조(Falsification)으로서 실제로 얻은 결과를 자신의 가설과 부합하도록 왜곡하는 것으로 변조라고 부른다. 

### 표절
표절(Plagiarism)은 동료의 연구결과나 아이디어를 가로채는 것이다. 

### 부당한 논문 저자 표시
부당한 논문 저자 표시는 연구 내용 또는 결과에 대하여 과학적, 기술적 공헌 또는 기여를 하지 않은 자에게 감사의 표시 또는 예우 등을 이유로 자격논문 저자 자격을 부여하는 행위이다. 

### 기타
기타 행위로는 본인 또는 타인의 부정행위의 의혹에 대한 조사를 고의로 방해하거나 제보자에게 위해를 가하는 행위, 기타 학계에서 통상적으로 용인되는 범위를 현저하게 벗어나는 행위이다. 주의해야 할 점은 정직한 학문적 이견이나 실수는 연구부정행위에 들어가지 않는다는 것이다. 논문 저자 등재(authorship)도 중요한 연구 윤리의 문제이나 이에 관한 문제는 연구부정행위에 포함되지 않는다.연구부정행위를 구분짓는 범위는 국가마다 약간 다른 형태로 적용되고 있다. 다음의 표에서는 각국의 연구 윤리 위반과 연구부정행위의 유형을 보여주고 있다.

## 성립
연구부정행위가 성립하기 위해서는 세가지 조건을 만족시켜야 한다. 첫 번째는 해당되는 연구자사회(Relevant reserch community)에서 받아들여지는 연구행위에 상당히 일탈한 것이어야 한다. 두 번째는 계획적으로 행해졌거나, 고의적으로 알면서 행하였거나,또는 행위가 이루어지는지에 대하여 개의치 않으며 행하였을 때이다. 세 번째는 이러한 연구부정행위의 혐의가 "증거의 우세(preponderance of evidence)"로 입증 되었을 경우이다.

## 영향
연구부정행위를 방지하고 이를 규제하는 것이 공공의 이익을 위해 중요한 문제이다. 또한 연구부정행위에 연관된 사람들과 기관의 명예가 실추되거나 권리가 침해당하는 수가 많다. 연구부정행위로 얻어진 잘못된 과학적 결론들은 심하게는 사회의 혼란을 야기하므로 특히 주의해야 한다.

## 연구부정행위의 사례

### 대한민국
- 1998년 10월 1일 '네이처(Nature)'에는 경희대 물리학과 장 모 교수의 논문 "전기장으로 유도한 비정질 실리콘의 결정화"가 실렸는데, 이에 대해 한양대 최 모 교수가 해당 논문이 자신의 논문과 유사하다고 이의를 제기하였다.[4]
- 2000년 초에 인하대학교 사범대 체육교육과 교수가 제출한 논문에 표절시비가 이었다.[5]
- 2002년에는 청주대 김 모 총장의 석사학위 논문이 연구부정행위의 결과로 밝혀진 사례가 있었다.[5]
- 2005년에는 11월 MBC-TV의 사회고발 프로그램 PD수첩이 황우석 전 서울대 교수의 2004년 사이언스 지 게재 논문에서 사용된 난자의 출처에 대한 의문을 방송하면서 촉발된 '황우석 사건'이 있다. 이 사건은 위조(존재하지 않은 줄기세포를 11개까지 부풀림), 변조(사용한 난자의 개수 누락, 사진 조작 등), 명예 저자(연구에 기여없는 자들의 논문 등재), 생명윤리위반(난자 불법 매매), 연구비 부당 사용 등 모든 종류의 연구윤리 위반이 총체적으로 드러난 심각한 연구부정행위였다.[6]
- 가 대학 교수의 해외 물리학 저널 ‘APL’에 실린 논문에 대한 조작이 있었다. 이 논문이 다른 저널에 이미 발표한 논문을 짜깁기한 내용으로 평가받아 해당 학회지에서 논문이 철회됐으며 저자가 이에 대한 책임을 지고 해당 저널에 공식 사과문을 게재한 사건이다. 디스플레이 연구에서 알루미늄 산화막을 이용한 전자 주입에 대한 내용으로 2000년대 초에 학계에서 굉장히 이슈가 되었던 내용이다. 하지만 APL에서는 아래 논문 5가지에 대해 문제를 삼았다. 이 논문들은 2004년 APL과 Journal of Vacuum Science Technology에 게재했던 논문의 사진과 내용이 적절한 인용 없이 다른 3개 논문에 짜깁기 형태로 사용됐다. APL에서 해당 논문을 철회하는 한편 저자에게 사과문을 올리도록하고 사건은 마무리 되었다.
  - Applied Physics Letters
  - Science and Technology of Advanced Materials
  - Solid-state Electronics
  - Journal of vacuum science technology
  - Materials science and engineering B
- 2006년에는 신약개발 논문 데이터에 대한 조작이 있는 것으로 밝혀진 사건이 있었다. A 교수는 2005년과 2006년에 낸 두 가지 논문에서 이 매직 기술을 이용하여 알려진 화합물의 표적 단백질에 대한 초고속 검색을 성공적으로 구현했다는 등 여러 새로운 기술을 성공적으로 발견해 냈다고 기술했다. 이 같은 두 차례의 논문은 개발 중인 신약의 타겟 발굴에 혁신적인 방법론을 발견한 것으로 세계적인 주목을 끌었다. A 교수는 이 같은 연구로 나 대학을 대표할만한 유망 과학자로 인정받았으며 과학기술부 우수 연구 성과로 소개됐다. A 교수는 이 같은 연구결과를 예상하고 한 벤처 기업을 논문발표 1년 전에 설립했다. A 교수의 연구 성과에 힘입어 그 기업은 우수한 벤처 기업으로 언론에 소개됐으며 두 논문 발표 후 25억원의 자금을 유치하는 데도 성공했다. 하지만 이 기술에 대한 논문이 조작됐다는 제보가 접수되었다. 나 대학은 연구진실성위원회 운영 규정에 따라 조사를 실시했다. 조사결과 데이터 조작이 드러났고 나 대한 연구진실성 위원회는 조사를 마치고 그에 대한 최종 보고서를 정부와 국가기관에 제출하였다. 또 해당 학술지에서는 논문 게재를 철회했다.
  - 1. 2005년 논문 : MAGIC 기술을 사용해 표적 단백질을 찾는 검색 과정에서 데이터 조작이 이루어졌다.
  - 2. 2006년 논문 :논문의 가장 중요한 부분은 항노화물질 X 자체가 존재하지 않았다.
- 2001년에는 동석대 백 모 교수의 논문이 표절로 밝혀진 사례가 있었다. 미국 전기, 전자학회(IEEE) 산하 통신학회에서 발행하는 저널 커뮤니케이션스 매거진(Communications Magazine) 11월호에서 이 잡지의 편집장은 대한민국의 교수 3명이 2001년 5월 공동명의로 게재했던 “유틸리티 모델을 이용한 멀티미디어 인터넷 서비스의 약정 관리”가 캐나다 빅토리아 대학교의 에릭 메닝(Eric G. Manning) 등 4명이 공저한 3편의 논문을 표절한 것이었다고 밝혔다. 해당 논문이 개재된 직후인 6월 메닝 등은 통신학회측에 자신의 논문에 대한 표절 사실을 강력하게 주장했으며 통신학회의 자체 조사 결과 한국인 저자 3명의 공동논문이 표절이라는 것으로 결론지어졌다.

편집장은 해당 기사에서 “논문표절은 다른 사람의 아이디어를 훔치는 추잡한 행위이고, 이는 연구자들끼리의 공정한 연구 경쟁을 해치는 것”이라며 강한 비판을 하였다. 편집장의 글과 함께 표절된 문구와 도표, 수식 등 30개 항목이 원본과 대조되어 실렸으며, 한국인 저자 3명의 사과편지도 같이 게재되었다. B교수는 이 사건 후에 대학에 사표를 제출했으며 수리되었다.

### 해외 사례
- 2005년 10월 24일 보건성 장관실 명의로 공개된 샤오우 리(Xiaowu Li)의 연구부정 사례가 있다.[5]
- 연쇄적인 연구부정이 나중에 한꺼번에 드러나서 조사대상을 소급해 올라가다가 상당수의 논문에 부정직성이 개입되었음이 밝혀진 에릭 푈맨(Eric T.Poehlman)의 사례가 있다.[7]
- 하버드 의대의 심장병학 연구자였던 존 다시는 처음에 실험실 연구에서 데이터를 조작하다가 적발되었다. 학과장인 심장병학자 유진 브라운왈드는 이것이 단 한 차례만 일어난 행동이라고 보고 다시가 면밀한 감독 하에서 계속 연구를 할 수 있도록 기회를 주었다. 그러나 6개월 후에 허혈 심근 보호를 위한 치료 연구에서 다시의 데이터가 이상하다는 사실이 밝혀졌다. 이에 하버드 의대는 조사위원회를 만들었고, 다시가 예전에 일했던 NIH와 에모리대학 역시 조사위원회를 꾸렸다. 조사 결과 다시는 대학에 다니던 시절부터 여러 조작행위를 저질러 왔고, 이런 행위가 에모리와 하버드에서도 계속되었던 것이 밝혀졌다. 공동 연구자를 꾸며내기도 했고 상당량의 데이터를 지어내기도 했다. 다시는 도합 100여 편의 논문과 초록을 발표했는데 이들 상당수는 철회가 불가피했다.

다시 사건은 개인이 혼자 저지른 일이 아니라 인정받는 연구기관과 학술지 등이 개입된 사건이었기 때문에 큰 대중적 주목을 받았다. 이 사건은 데이터 위조에 초점이 맞춰진 사건이었지만, 이와 아울러 새로운 문제를 제기하기도 했다. 다시는 논문에 수많은 공저자들을 올려놓았는데, 이들 중 일부는 연구에 직접 참여하지 않은 이른바 명예 저자들이었다. 이들은 논문 발표시에는 반대하지 않았으나, 문제가 제기된 후에는 책임 을 부인하고 나섰다. 그래서 이에 대해 공저자들의 기회주의적인 태도에 대한 문제가 제기 되었다. 또한 이 사건을 계기로 저자 표시 문제에 대하여도 본격적으로 윤리를 논하게 되었다.
- 동경대 대학원의 다이라 가쓰나리 교수는 경제산업성 산하 산업기술총합연구소 유전자기능연구센터장을 겸임하고 있는 RNA 연구의 권위자로서, 1998년부터 2004년까지 네이처 지에 12편의 논문을 발표하는 등 왕성한 연구 활동으로 2000년 타임지에서 ‘새로운 세기를 이끌어갈 500대 세계인’의 한 명으로 선정되기도 했다.

그러나 그의 논문에 대해서 연구자들은 재 실험으로 동일한 결과를 얻을 수 없다고 의혹을 제시했고, 일본 RNA학회는 동경대에 조사를 의뢰했다. 동경대는 조사위원회를 설치하고, 학계 외부 인사등을 포함한 여러 전문가들의 의견을 모아서 결과를 발표했다. 동경대학은 다이라 교수의 논문 4편에 대한 조사 결과 “실험결과를 뒷받침할 만한 데이터를 확인할 수 없었고 따라서 실험결과를 신뢰할 수 없다”고 결론지었다. 결국 2006년 1월 27일 논문 실험 결과가 재현되지 못했다고 발표함으로써 공식적으로 조작으로 결론이 났고, 이에 동경대는 다이라 교수를 실험실 해체 및 대학원생 지도자격 박탈을 결정하였다. 다이라 교수는 후에 실험방법에 일부 잘못이 있었다는 점은 인정하지만 논문이 조작되지는 않았다고 끝까지 주장하기도 하였다.
- 1974년에 뉴욕에서 논문 조작이 드러나서 이슈가 된 일이 있었다. 윌리엄 서머린은 뉴욕에 있는 슬로언 케터링 연구소에서 피부암 연구를 하던 면역학자였다. 그는 피부조직의 이식을 쉽게 하기 위해 조직배양법에 대한 연구 중이었다. 그는 흰쥐의 이식된 피부 조각을 펠트펜으로 검게 칠해 검은 쥐의 피부 조각을 흰쥐에 이식하는 획기적인 실험에 성공한 것처럼 가장했다. 그 후 조사위원회 결과 조작 사실이 드러났고 그는 조작 사실을 시인하면서 연구 결과를 내라는 연구소 측으로부터 압력, 그리고 정신적, 육체적 피로와 도저히 견딜 수 없는 실험의 부담이 겹쳐 판단력이 흐려졌다고 주장했다. 조사위원회는 그가 연구 사실에 대해 허위로 증거를 조작했다는 사실을 발견하고 그를 해고했고, 이후 서머린의 상사이자 연구 소장이었던 저명한 면역학자 로버트 굿도 소장 직에서 물러났다.

일명 “색칠한 쥐” 사건으로 불렸던 이 에피소드는 미국 내에서 대중적 주목을 끌었던 최초의 데이터 조작 사례였으며, 이후 1980년대까지는 반복되는 부정행위의 전형적인 특징을 보여 주었다. 이 사건을 통해서 부정행위가 치밀한 조작이 아니라 간단하고 쉬운 방법으로도 쉽게 일어날 수 있다는 것을 깨닫게 해주었다.
- 얀 헨드릭 쇤은 유기물 반도체 소자 분야에서 획기적인 기술을 연달아 개발하면서 노벨상 수상 가능성이 높은 신진 과학자로 찬사를 받았다. 그는 초전도 현상을 보이는 최초의 유기결정 합성 및 양자 홀 효과 도출 등 기존 반도체의 물리적 한계를 극복하기 위해 필수적인 기술들을 발표했다. 그러던 중 버클리 대학의 리디아 손 교수와 코넬 대학의 폴 멕코인 교수가 쇤의 논문에서 수상한 점을 발견했다. 그러한 수상한 점을 풀기 위해 2002년 5월 벨 연구소는 조사위원회를 구성하여 조사에 착수하였다. 그 결과 쇤의 정확한 실험기록을 찾을 수 없었으며 실험 샘플들은 모두 복원할 수 없도록 훼손되거나 폐기되어 있었다. 2002년 9월 25일 조사위원회는 보고서를 통해 최소한 16편의 논문에서 부정이 있었다고 결론을 내렸다. 벨 연구소는 조사결과 당일 쇤을 해고했으며, 독일의 콘스탄트 대학은 2004년에 쇤에게 수여한 박사학위를 박탈했다.

이 사건을 통하여 민간 대기업에 속한 연구소에서도 국가 소속 기업과 마찬가지로 연구부정행위에 대한 정책을 의무화할 필요가 있다는 것을 깨닫게 되었다. 민간 대기업 연구소는 연구부정 방지정책이 의무화되어있지 않기 때문이다. 또한 이 사건에서는 실험의 재현이 어려운 분야에서는 부정행위에 대한 가능성이 높다는 것을 말해주었다. 쇤의 실험은 굉장히 특별한 조건에서 나노 수준에서 양자효과에 대해 다루기 때문에 주변의 민감한 환경에서도 결과가 달라질 수 있었다.

## 연구부정행위에 대한 처리
선진국들은 이미 오래전부터 연구부정행위의 해결을 위해 노력해 오고 있다. 미국은 1980년대부터 정부 차원에서 연구부정행위 방지를 위한 체계적인 노력을 추진해 오고있으며, 2000년 연방정부 차원에서 "연구부정행위에 대한 연방지침"을 제정했다. 영국과 독일, 덴마크 등 유럽 여러 나라들도 1990년대 이후 자국에서 발생한 대형 연구부정행위 사건을 계기로 과학기술계와 정부가 공동으로 연구윤리 확립 및 진실성 검증을 위해 노력을 기울이고 있다. 대한민국에서도 황우석 전 서울대 교수팀의 배아줄기 세포 논문 조작 사건 이후 많은 공청회, 간담회, 인터넷 토론방 등을 활용 과학기술계의 등의 다양하고 충분한 의견 수렴을 거쳐서 "연구윤리 확보를 위한 지침"(2007.2.8)을 제정하여 시행하고 있다. 이를 근거로 2007년 9월까지 연구부정행위에 대한 자체 검정시스템을 구축한 기관은 2006년 말 15개에서 111곳으로 증가했다. 자체 검증시스템이란 연구기관에서 연구부정행위를 인지하거나 제보를 접수 받았을 때 자율적으로 연구윤리 위반 여부를 판단하는 시스템으로 담당부서의 설치, 제반 검증 절차 등을 담은 자체 규정과 조사 결과 및 기관 내 연구윤리제도 등을 심의하는 연구윤리위원회 구성 등을 말한다. 각 기관은 연구부정행위 검증을 위해 다음과 같은 사항을 반드시 명시하고 있다. 즉 부정행위의 범위, 부정행위 신고 접수 및 조사 등을 담당하는 기구, 부서 또는 책임자, 본 조사 수행기구 구성 원칙, 조사 절차 및 기간, 부정행위에 대한 제재의 종류 및 기구, 제보자 및 피조사자 보호방안 등이 그것이다. 이를 살펴보면 다음과 같다.
- 제9조(제보자의 권리 보호)

- 제보자는 구술, 서면, 전호, 전자우편 등 가능한 모든 방법으로 제보할 수 있으며 실명으로 제보함을 원칙으로 한다. 단 익명의 제보라 하더라도 서면 또는 전자우편으로 연구과제명 또는 논문명, 구체적인 부정행위의 내용과 증거를 포함하여 제보한 경우 연구 및 연구지원기관은 이를 실명 제보에 준하여 처리하여야 한다.

- 제14조(진실성 검증 절차)

- 부정행위에 대한 검증 절차는 예비조사, 본조사, 판정의 단계로 진행하여야 한다.
- 각 연구기관은 제1항의 검증 절차 외에도 추가로 필요하다고 판단한 절차를 포함시켜 조사를 진행할 수 있다.

- 제15조(예비조사)

- 예비조사는 부정행위의 혐의에 대하여 공식적으로 조사할 필요가 있는지 여부를 결정하기 위한 절차를 말하며, 신고 접수일로부터 30일 이내에 착수하여야 한다. 예비조사기구의 형태는 연구기관이 자율적으로 정하도록 한다.
- 예비조사 결과 피조사자가 혐의를 모두 인정한 경우에는 본조사 절차를 거치지 않고 바로 판정을 내릴 수 있으며, 증거자료에 대한 중대한 훼손 가능성이 있다고 판단되는 경우에는 조사위원회 구성 이전에도 해당 연구기관의 장의 승인을 얻어 제19조제2항의 증거자료 보전을 위한 조치를 취할 수 있다.
- 예비조사에서 본조사를 실시하지 않는 것으로 결정할 경우 이에 대한 구체적인 사유를 결정일로부터 10일 이내에 제보자에게 문서로써 통보한다. 단, 익명제보의 경우는 그러하지 않다. 제보자는 예비조사 결과에 대해 불복하는 경우 통보를 받은 날로부터 30일 이내에 연구지원기관에 이의를 제기할 수 있다.

- 제16조(본조사)

- 본조사는 부정행위의 혐의에 대한 사실 여부를 입증하기 위한 절차를 말하며, 제18조의 규정에 따라 조사위원회 등을 구성하여 진행하여야 한다.
- 조사위원회는 제13조제2항의 규정에 따라 제보자와 피조사자에게 의견진술의 기회를 주어야 하며, 본조사결과에 대해서도 이의제기 및 변론의 기회를 주어야 한다. 당사자가 이에 응하지 않을 경우에는 이의가 없는 것으로 간주한다.
- 본조사결과에 대한 제보자와 피조사자의 이의제기 또는 변론 내용과 그에 대한 처리결과는 조사결과 보고서에 포함되어야 한다.

## 대책
연구부정행위를 줄이기 위해서는 일단은 의식개선이 필요하다. 그리고 정부적 차원에서 연구부정행위를 조사하고 처리하는 기구를 적절히 이용해야 한다. 또한 연구부정행위 방지를 위해 내부고발 제도를 확대 강화해야 한다. 아직까지 내부고발 제도에 대한 한계가 남아 있어 이를 시정하고 확대해 나가야 한다.연구부정행위를 해결하기 위한 방한을 '과학기술부'에서 발행한 '연구 윤리 확보를 위한 지침 해설서'의 내용을 인용하고자 한다. 이 지침서에서는 2가지 내용을 제시하고 있다. 한 가지는 연구환경 개선에 관한 내용이며, 다른 한 가지는 연구윤리 교육에 관한 내용이다.연구부정행위 발생의 일차적인 원인은 연구자 개인의 윤리의식 부재이기도 하지만,한편으로는 제도,환경적 요인이 연구부정행위의 토야를 형성 할 수 있다는 지적이 있다. 제도적 요인으로는 전문성이 부족한 연구과제 기획.선정 시스템이 있을 수 있으며,환경적인 요인은 연구비 수주 경쟁의 심화, 단편적 성과주의의 지나친 강조 등을 꼽을 수 있다. 특히 연구시스템의 거대화와 복잡화로 인해 연구자 개인의 윤리의식이 집단의 분위기에 동화.희석되면서 연구부정행위에 대해 무감각해지거나 자기합리화를 나타낼 수 있는데,이러한 경향은 연구자들의 연구제도, 환경이 불합리하고 불공정하다고 생각할 때 크게 증가할 수 있다. 따라서 연구윤리 및 진실성 확보는 연구자 개인에게만 요구되는 것이 아니라 연구기관과 연구지원기관도 이에 필요한 제도 및 환경 조성의 책임이 있다고 할 수 있다. 그러므로 연구기관은 연구자가 연구에 전도록 합리적이고 자율적인 연구 환경과 연구실 문화를 조성하는데 적극 노력 하여야 한다. 또한 연구 지원기관은 연구비의 배분 및 관리가 공정하고 투명하며 합리적으로 이루어질 수 있도록 관련 시책을 마련해야 한다. 연구부정행위를 사후에 적발하는 것도 필요하지만 무엇보다 가장 중요한 것은 연구부정행위를 사전에 예방하는 것이라고 할 수 있으며, 연구윤리 교육은 이를 위한 가장 효과적인 수단으로 평가받고 있다. 현재 연구의 수행, 연구내용의 기록 및 보존, 연구결과물의 작성 및 제출등에 관하여 연구기관, 연구실마다 제각각 사잉한 관행이나 기준들이 존재하고 있다. 이들 관행이나 기준 대부분은 책임있고 효율적인 연구를 수행하기 위한 것들이지만, 일부는 글로벌 스탠다드나 과학기술계의 보편적인 기준에 부합하지 못하는 것도 있어 연구원들이 별다른 문제의식 없이 연구부정행위를 행할 우려가 있다. 따라서 각 연구기관들은 고유의 연구분야 미치 기관업무의 특성에 부합하는 연구윤리 기준 및 내요을 구성원들에게 인식시키고 단지 연구부정행위의 금지뿐만 아니라 바람직한 연구수행을 위한 연구자로서의 이상적인 자세 및 가치 판단 등 보다 적극적인 방향으로의 연구 윤리 교육이 필요하다.즉 연구기관은 연구자가 연구 수행 과정에서 준수해야 할 연구윤리 규범, 부정행위의 범위, 부정해우이해위한 대응 방법 및 검증 절차 등에 관하여 소속 연구자에게 교육을 실시하여야 한다. 또한 연구 기관은 연구기관의 연구윤리 교육 자료의 개발 등 필요한 지원 시책을 마련해야 한다.
- 내부고발자 보호법(한국) :2001년 6월 28일 국회 의결과 7월 24일 대통령 서명공포를 거쳐 2002년 1월 25일부터 시행되고 있는 부패방지법(총6장 53조 및 부칙)상 부패행위 신고자 보호보상제도의 현황과 내용은 신고의 주체 및 보호대상, 적용범위, 신고의 대상, 신고채널(신고방법), 신고의 처리절차, 신분보장, 포상 및 보상, 책임의 감면, 보호의 예외 등을 중심으로 입법화되어 있다.

- 현행 부패방지법상 신고자 보호의 장점 :부패방지위원회라는 독립된 보호,보상기관이 있다. 또한 보상에 대해 구체적인 규정이 명시되어 있다.마지막으로 신변보호,협조자 보호,책임의 감면등의 장점이 있다.
- 신고자 보호에 있어 쟁점과 한계 : 내부 고발자 보호법에서 신고자에 대한 보호에 있어서 한계점을 보요주고 있다. 이를 몇가지 요약하면 다음과 같다. 불이익 처분을 한 자에 대한 경미한 처벌( 1천만 원 이하의 과태료), 불완전한 제한적 보호(정신적 괴롭힘 누락, 내부고발 인사교류 절차 시행의 비현실성, 비밀공개 금지 등과 상충될 때 보호여부 미 규정, 신고 채널의 다양화 미약),피드백 시스템 부재와 부패 방지 위원회의 자체 조사 수사권 결여(국민들에게 부패 방지 위원회의 활동성과를 공개하고, 매년 평가,검증을 받을 수 있는 공개적 절차를 마련해 주지 않고 있다.)

또한 연구노트를 사용했을 때 이러한 여러 조작행위를 줄여나갈 수 있다. 연구노트는 여러 일(논문 발표, 특허권, 지식재산권 취득, 연구부정행위 검증 등)에 있어서 항상 객관적인 자료가 되기 때문에 앞으로 연구자들이 연구를 수행함에 있어서 이에 대한 기록을 확실히 하고 특허나 논문 발표 시에 검사를 할 때 연구노트에 대한 확인 작업을 확실히 한다면 연구부정행위를 줄일 수 있다. 연구노트를 확실하게 검사한다면 연구노트에 데이터가 명확하게 기록된 논문만을 인정하여 사전에 부정행위를 막을 수 있어서 여러 사례들과 같이 큰 이슈로 번지지 않을 것이다.실제로 여러 연구부정행위들이 밝혀진 경로도 데이터에 대한 정보가 확실하게 기록되지 않아서 연구에 대한 근거가 명확하지 않았기 때문에 조작으로 판명받은 것이다. 이미 여러 선진국에서는 연구노트 사용을 장려하고 있으며 특허권을 취득할 때 연구노트의 내용을 인정하여 신뢰받고 있다. 따라서 앞으로 연구노트를 사용하는 것을 의무화하고 체계적으로 관리한다면 이 연구노트의 사용이 연구부정행위를 줄일 수 있는 또 하나의 대책이 될 수 있다.

## 관련도서
- 줄기세포 연구윤리의 어제와 오늘, 박은정 저, 세창출판사, 2007.06.30, ISBN 978-89-8411-211-7
- 황우석 이야기, 노광준 저, 에이원북스, 2009.03.30, ISBN 978-89-92873-37-6

## 같이 보기
- 황우석 사건